# 腹板

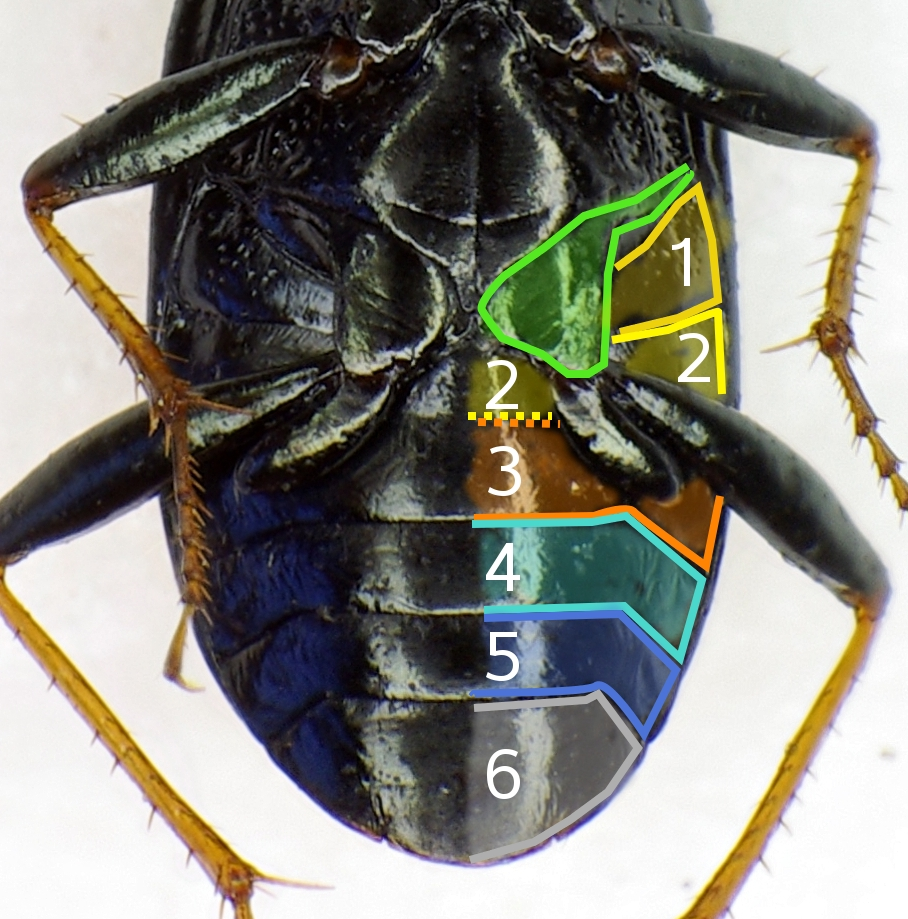
甲虫の腹部の腹板（1-6）

腹板（ふくばん、英：sternite、sternum、複数形：sternites、sterna）は、節足動物の体の腹面を覆いかぶさった外骨格である。名前はラテン語で胸骨を意味する「sternum」、またはギリシャ語で胸部を意味する「sternon」に由来する。

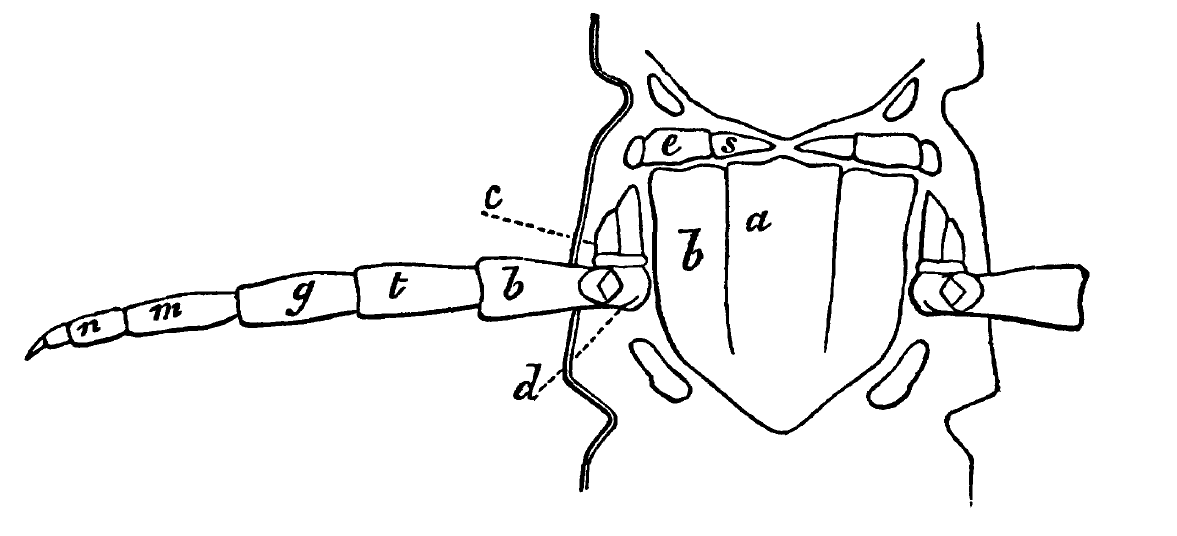
ムカデの脚と腹板

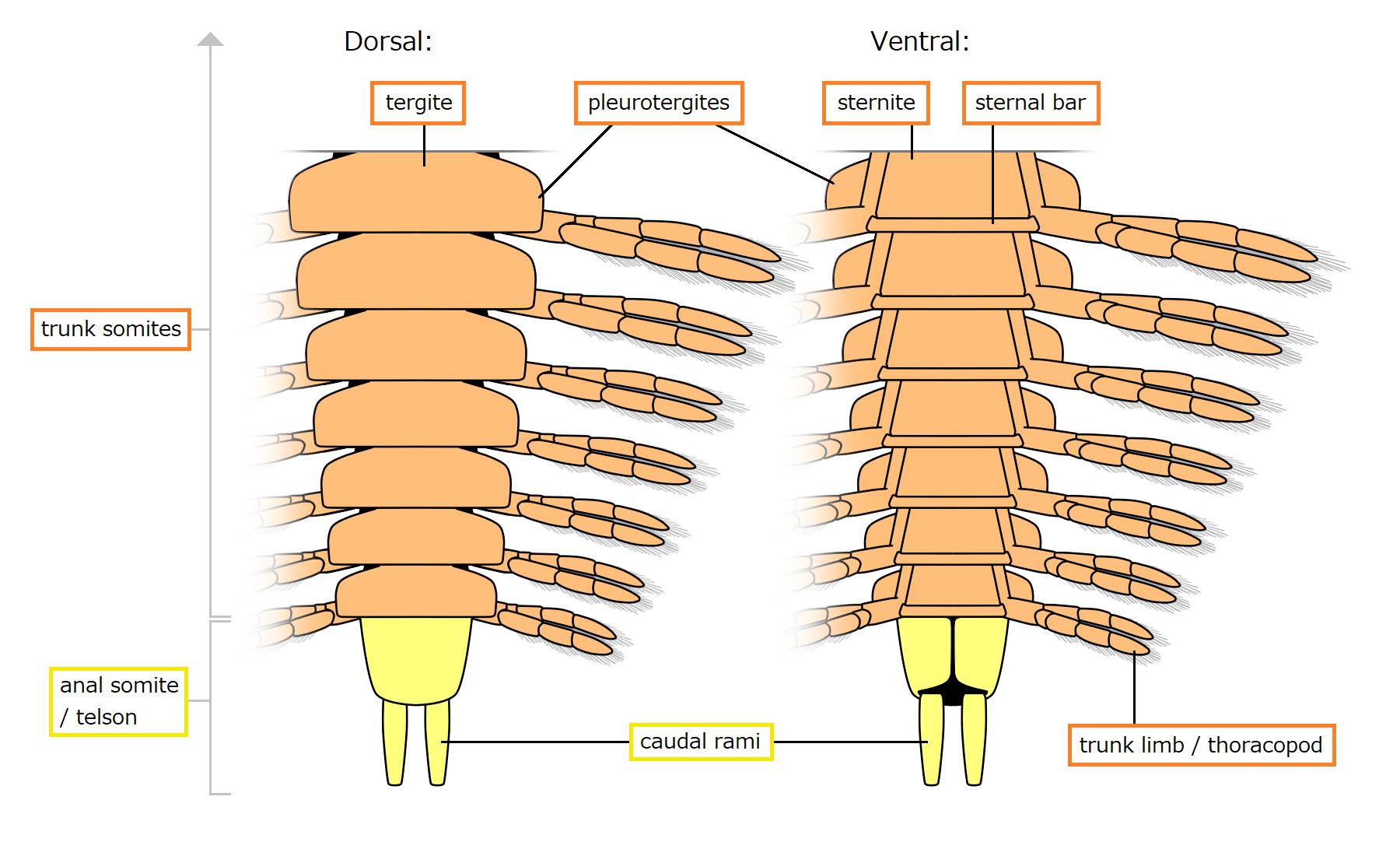
ムカデエビの腹板（sternite, sternal bar）
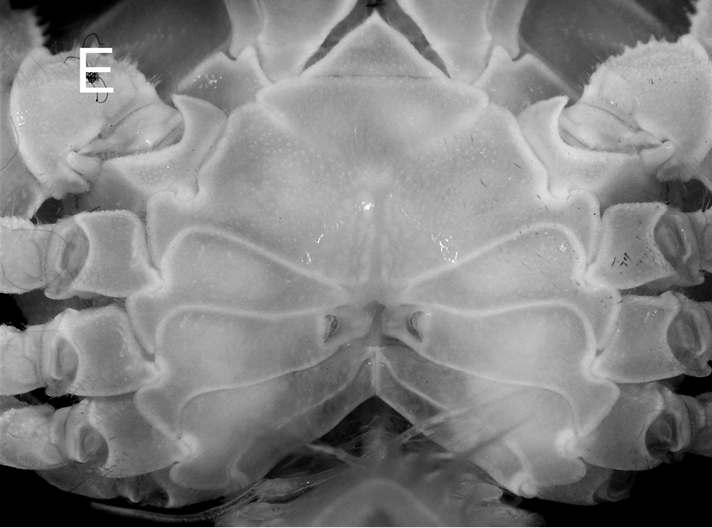
カニの頭胸部の腹板
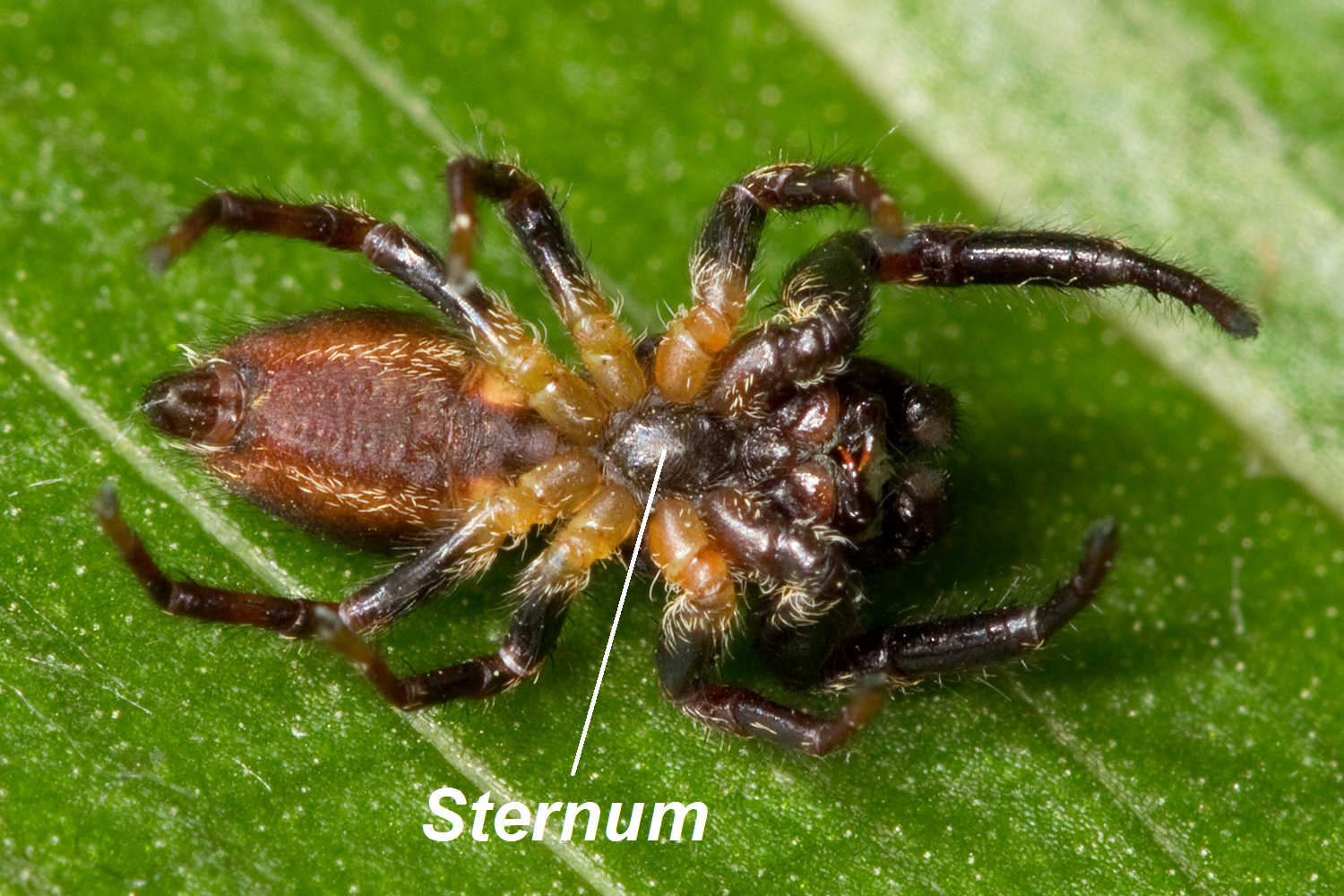
クモの腹板（胸板）

背面の背板に似て、腹板も原則として1体節つきに1枚のみをもつ。多くの場合、腹板は背板より幅が狭く、付属肢（関節肢）と同じ体節に配置された場合は原則としてその付け根の間に配置される。背板と同様、1体節の腹板が更に複数枚に細分する（ムカデエビの胴部など）・隣接した体節の腹板が癒合する（カニの頭胸部など）・背板と癒合してリング状の体環（body ring）をなしている（サソリの終体・多くのヤスデの胴部など）など、様々な特化様式が挙げられる。
クモの場合、前体の腹板は胸板ともいう。